# Пфафф, Иоганн Фридрих
Иоганн Фридрих Пфафф (нем. Johann Friedrich Pfaff, 22 декабря 1765, Штутгарт, Германия — 21 апреля 1825, Галле (Саксония-Анхальт), Германия) — немецкий математик. Член Берлинской академии наук (1817) и иностранный почётный член Петербургской академии наук (1798). Брат Иоганна-Вильгельма Пфаффа.

## Биография
С 1785 года он учился в Гёттингенском университете математике и физике у Кестнера и Лихтенберга; в 1787 году отправился заниматься в Берлинской обсерватории у Боде. В следующем году он посетил с образовательными целями Йену, Готу, Прагу и Вену.
После получения степени доктора философии был профессором математики Гельмштедтского университета (1788—1810), после закрытия которого с 1810 года преподавал в Галльском университете (с 1812 года был директором университетской обсерватории); его учениками здесь были Фердинанд Мёбиус и Иоганн Август Грунерт.
Основные труды Пфаффа относятся к области дифференциального и интегрального исчисления, теории дифференциальных уравнений. Положил начало теории дифференциальных форм, развитой позже Эли Картаном (в его честь 1-формы иногда называют пфаффовыми). Исследовал уравнения и системы уравнений первого порядка «в дифференциалах», которые в его честь называют пфаффовыми уравнениями. Его именем названо ещё одно математическое понятие — Пфаффиан.